# Ale e Franz Sketch Show
Ale e Franz Sketch Show è un programma televisivo italiano di genere comico, trasmesso da Italia 1 nel 2010 a partire dal 21 settembre.
Ideato da Fatma Ruffini, lo show vede protagonista la coppia comica composta da Ale e Franz.

## Format
Ale e Franz Sketch Show nasce dalla fusione di due diversi format televisivi, l'inglese The Sketch Show e l'australiano skitHOUSE, adattati per l'Italia da Fatma Ruffini. Come si evince dal titolo, lo show è incentrato su una serie di sketch comici, sia registrati in esterna, sia realizzati in diretta in studio, dove 8 grandi videoproiettori permettono di riprodurre le più svariate location.
Il programma è presentato e orchestrato dalla coppia comica Ale e Franz. Ad affiancarli nella realizzazione degli sketch ci sono Alessandro Betti, Katia Follesa (entrambi già in Buona la prima!) e Giulia Bevilacqua. Ogni sketch è a sé stante, e non è collegato ad altre situazioni comiche nel corso della trasmissione. Solitamente gli sketch realizzati in esterna sono molto brevi e immediati, della durata massima di 30 secondi, mentre le situazioni comiche proposte in studio sono più articolate, e hanno una durata di svariati minuti.
Come nel loro precedente show Buona la prima!, anche in quest'occasione Ale e Franz ospitano in ogni puntata una guest star del mondo dello spettacolo, che partecipa al programma e interagisce con loro in alcuni sketch comici.